# Abdirahman Ahmed Ali Tuur
Abdirahman Ahmed Ali Tuur (Burao, 1931. – Somaliland, 8. studenog 2003.), somalijaski političar i prvi predsjednik samoproglašene republike Somaliland.

## Životopis
Rođen je 1931. u Burauu, tada dijelu Britanskog Somalilanda, gdje stječe osnovno obrazovanje. Radio je kao vladin dužnosnik i diplomat. Kasnije postaje presjedatelj Somalijskog nacionalnog pokreta, gerilskog pokreta pripadnika njegova klana Ishaq, koji je za cilj imao vraćanje vojnog režima bivšeg predsjednika Siada Barrea. Unatoč uređenim unutrašnjim strukturama, pokret je ubrzo prerastao u separatističku orgnizaciju te pod njegovim vodstvom dijelove autonomne pokrajine na sjeverozapadu zemlje proglasio Somalilandom.
Istoga dana, 18. rujna 1991., proglašen je prvim predsjednikom novoproglašene republike. Zbog neslaganja s članovima unutar pokreta, nakon dvije godine mandata daje ostavku i napušta pokret. Vraća se u Somaliju, gdje pomaže vladi u borbi protiv separatista i zalaže se za ujedinjene zemlje. Sudjelovao je i u UN-ovoj mirovnoj operaciji Somalija II (UNOSOM), i sam se više puta osobno sastajao s vodstvom Somalilanda, koje ga optužje za izdaju. Nakon što mu je i u Somaliji pala potpora, odlazi u progonstvo u London, gdje živi cijelo desetljeće. U Somaliland se vraća mjesec dana prije svoje smrti.